# سباستیان کخ
زباستیان کخ (انگلیسی: Sebastian Koch؛ زادهٔ ۳۱ مهٔ ۱۹۶۲) هنرپیشه اهل آلمان است. وی از سال ۱۹۹۰ میلادی تاکنون مشغول فعالیت بوده‌است.
از فیلم‌هایی که وی در آن نقش داشته‌است، می‌توان به یک روز خوب برای جان‌سخت، زندگی دیگران، پل جاسوس‌ها، ناشناس، کتاب سیاه، در سایه، ناپلئون، دختر دانمارکی، بل کانتو و خون‌بهای میلیونر اشاره کرد.